# Puchar Ukrainy w piłce nożnej (2011/2012)
Puchar Ukrainy 2011/2012 (oficjalna nazwa: DataGroup Puchar Ukrainy w piłce nożnej, ukr. Datagroup-Кубок України з футболу) – XXI rozgrywki ukraińskiej PFL, mające na celu wyłonienie zdobywcy krajowego Pucharu, który zakwalifikuje się tym samym do Ligi Europy UEFA sezonu 2012/13. Sezon trwał od 16 lipca 2011 do 6 maja 2012.
W sezonie 2011/2012 rozgrywki te składały się z:
- I rundy wstępnej,
- II rundy wstępnej,
- meczów 1/16 finału, w której dołączyły zespoły Premier-lihi sezonu 2011/2012,
- meczów 1/8 finału,
- meczów 1/4 finału,
- meczów 1/2 finału,
- meczu finałowego.

## Drużyny
Do rozgrywek Pucharu przystąpiło 58 klubów Premier, Pierwszej i Drugiej Lihi oraz Zdobywca i Finalista Pucharu Ukrainy 2010 roku spośród drużyn amatorskich.
| Kluby Premier Lihi: | Kluby Pierwszej Lihi: | Kluby Drugiej Lihi: | Zdobywca Pucharu Ukrainy spośród drużyn amatorskich:               |
| - Arsenał Kijów - Czornomoreć Odessa - Dnipro Dniepropetrowsk - Dynamo Kijów - Illicziweć Mariupol - Karpaty Lwów - Krywbas Krzywy Róg - Metalist Charków - Metałurh Donieck - Obołoń Kijów - FK Ołeksandrija - Szachtar Donieck - Tawrija Symferopol - Wołyń Łuck - Worskła Połtawa - Zoria Ługańsk | - Arsenał Biała Cerkiew - Bukowyna Czerniowce - Enerhetyk Bursztyn - FK Lwów - FK Odessa - FK Sewastopol - Helios Charków - Howerła-Zakarpattia Użhorod - Krymtepłycia Mołodiżne - Metałurh Zaporoże - MFK Mikołajów - Naftowyk-Ukrnafta Ochtyrka - Nywa Winnica - Olimpik Donieck - Stal Alczewsk - Tytan Armiańsk - Zirka Kirowohrad | - Awanhard Kramatorsk - Bastion Iljiczewsk - Desna Czernihów - Dynamo Chmielnicki - Enerhija Nowa Kachowka - FK Połtawa - PFK Sumy - Hirnyk Krzywy Róg - Hirnyk-Sport Komsomolsk - Jednist' Płysky - Kremiń Krzemieńczuk - Krystał Chersoń - Makijiwwuhilla Makiejewka - Myr Hornostajiwka - Nywa Tarnopol - Prykarpattia Iwano-Frankiwsk - Real Pharm Jużne - SKAD-Jałpuh Bołgrad - Skała Stryj - Sławutycz Czerkasy - Stal Dnieprodzierżyńsk - Szachtar Swerdłowśk - UkrAhroKom Hołowkiwka - Żytyczi Żytomierz | - Beregvidek Berehowe (zdobywca) - Słowchlib Słowiańsk (finalista) |

## Terminarz rozgrywek

### I runda wstępna (1/64)
Mecze rozegrano 16 lipca 2011.
| Bastion Iljiczewsk      | –:+ | Makijiwwuhilla Makiejewka | mecz nie odbył się przez rezygnację Bastiona |
| Dynamo Chmielnicki      | 0:1 | Szachtar Swerdłowśk       |                                              |
| Real Pharm Jużne        | 2:5 | Stal Dnieprodzierżyńsk    |                                              |
| Beregvidek Berehowe     | 1:0 | Krystał Chersoń           |                                              |
| Sławutycz Czerkasy      | 1:0 | Myr Hornostajiwka         |                                              |
| UkrAhroKom Hołowkiwka   | 2:1 | Awanhard Kramatorsk       |                                              |
| Hirnyk-Sport Komsomolsk | 1:1 | Hirnyk Krzywy Róg         | dod., k.3:5                                  |
| Słowchlib Słowiańsk     | +:– | Żytyczi Żytomierz         | mecz nie odbył się przez rezygnację Żytyczi  |
| SKAD-Jałpuh Bołgrad     | 1:2 | Skała Stryj               |                                              |
| Desna Czernihów         | +:– | Nywa Tarnopol             | mecz nie odbył się przez rezygnację Nywy     |

### II runda wstępna (1/32)
Mecze rozegrano 17 sierpnia 2011 z wyjątkiem meczu Bukowyna Czerniowce - Olimpik Donieck, który odbył się 16 sierpnia 2011.
| Bukowyna Czerniowce          | 3:2 | Olimpik Donieck            |                                          |
| UkrAhroKom Hołowkiwka        | 0:1 | Metałurh Zaporoże          | dod.                                     |
| Szachtar Swerdłowśk          | 4:1 | Sławutycz Czerkasy         |                                          |
| Stal Alczewsk                | 0:1 | FK Sewastopol              |                                          |
| Słowchlib Słowiańsk          | 1:0 | FK Odessa                  |                                          |
| Prykarpattia Iwano-Frankiwsk | 1:2 | FK Połtawa                 |                                          |
| Desna Czernihów              | 0:2 | Enerhetyk Bursztyn         |                                          |
| Stal Dnieprodzierżyńsk       | 1:0 | Makijiwwuhilla Makiejewka  |                                          |
| Howerła-Zakarpattia Użhorod  | 1:0 | Helios Charków             |                                          |
| Kremiń Krzemieńczuk          | 2:0 | Hirnyk Krzywy Róg          |                                          |
| Skała Stryj                  | 0:2 | Arsenał Biała Cerkiew      |                                          |
| Beregvidek Berehowe          | 1:0 | Naftowyk-Ukrnafta Ochtyrka |                                          |
| PFK Sumy                     | 3:1 | Krymtepłycia Mołodiżne     |                                          |
| FK Lwów                      | 1:3 | Zirka Kirowohrad           |                                          |
| Enerhija Nowa Kachowka       | 0:4 | MFK Mikołajów              |                                          |
| Tytan Armiańsk               | +:– | Nywa Winnica               | mecz nie odbył się przez rezygnację Nywy |

### 1/16 finału
Mecze rozegrano 21 września 2011.
| Kremiń Krzemieńczuk    | 2:3 | Dynamo Kijów                |       |
| Szachtar Swerdłowśk    | 0:2 | Szachtar Donieck            |       |
| Beregvidek Berehowe    | 0:3 | Metalist Charków            |       |
| Metałurh Donieck       | 2:0 | Tawrija Symferopol          |       |
| Arsenał Biała Cerkiew  | 2:3 | Krywbas Krzywy Róg          | dod.  |
| Arsenał Kijów          | 5:0 | FK Ołeksandrija             |       |
| Wołyń Łuck             | 7:1 | Illicziweć Mariupol         |       |
| MFK Mikołajów          | 0:2 | Worskła Połtawa             |       |
| Tytan Armiańsk         | 0:1 | Dnipro Dniepropetrowsk      |       |
| Słowchlib Słowiańsk    | 0:2 | Zoria Ługańsk               |       |
| Enerhetyk Bursztyn     | 0:1 | Czornomoreć Odessa          |       |
| FK Połtawa             | 0:1 | Karpaty Lwów                |       |
| Bukowyna Czerniowce    | 2:1 | Obołoń Kijów                |       |
| Metałurh Zaporoże      | 1:0 | Howerła-Zakarpattia Użhorod |       |
| Stal Dnieprodzierżyńsk | 2:1 | FK Sewastopol               |       |
| PFK Sumy               | 1:1 | Zirka Kirowohrad            | k.3:2 |

### 1/8 finału
Mecze rozegrano 29 października 2011.
| Stal Dnieprodzierżyńsk | 0:4 | Czornomoreć Odessa     |      |
| Metałurh Zaporoże      | 3:0 | Worskła Połtawa        |      |
| Wołyń Łuck             | 3:2 | Dnipro Dniepropetrowsk | dod. |
| Bukowyna Czerniowce    | 0:2 | Arsenał Kijów          |      |
| Karpaty Lwów           | 1:0 | Metalist Charków       |      |
| PFK Sumy               | 1:3 | Zoria Ługańsk          |      |
| Dynamo Kijów           | 2:3 | Szachtar Donieck       |      |
| Metałurh Donieck       | 4:0 | Krywbas Krzywy Róg     |      |

### 1/4 finału
Mecze rozegrano 11 kwietnia 2012.
| Arsenał Kijów     | 0:1 | Wołyń Łuck         | (dod.) |
| Zoria Ługańsk     | 0:1 | Metałurh Donieck   | (dod.) |
| Karpaty Lwów      | 2:1 | Czornomoreć Odessa |        |
| Metałurh Zaporoże | 0:1 | Szachtar Donieck   |        |

### 1/2 finału
| 27 kwietnia 2012 19:00 | Wołyń Łuck · Maicon 35' (k) · Ramon 84' · Maicon 90+2' | 3:4Raport | Szachtar Donieck · Teixeira 24' · Fernandinho 37' (k) · Adriano 60' (k) · Costa 90' | Stadion Awanhard, Łuck Widzów: 7 000 Sędzia: Witalij Hodulan (Odessa) |
|                        |                                                        |           |                                                                                     |                                                                       |

| 28 kwietnia 2012 18:30                                                        | Metałurh Donieck | 0:0, po dogrywce k. 7:6Raport                                                   | Karpaty Lwów | Stadion Metałurh, Donieck Widzów: 3 600 Sędzia: Jurij Mosejczuk (Czerniowce) |
|                                                                               |                  |                                                                                 |              |                                                                              |
|                                                                               |                  | Rzuty karne                                                                     |              |                                                                              |
| Danilo · Ghazarjan · China · Mkrtczjan · Wołowyk · Pryjma · Moroziuk · Iwanko |                  | Kasjan · Tkaczuk · Avelar · Lucas · Fedecki · Chudobjak · Kopołoweć · Milošević |              |                                                                              |

### Finał
| 6 maja 2012 19:30 | Metałurh Donieck · Moroziuk 68' | 1:2 pd.Raport | Szachtar Donieck · Teixeira 23' · Kuczer 105' | Stadion Olimpijski, Kijów Widzów: 47 314 Sędzia: Anatolij Abduła (Charków) |
|                   |                                 |               |                                               |                                                                            |

| Zdobywca Pucharu Ukrainy 2011/12 |
| -------------------------------- |
| Szachtar Donieck 8 tytuł         |
| ...                              |